# بنی خلاد (استان تلمسان)

بنی خلاد در الجزایر

بنی خلاد (استان تلمسان) (به عربی: بنی خلاد) یک شهرداری در الجزایر است که در استان تلمسان واقع شده‌است.